# Manuel Ugarteche
Manuel Ugarteche Jiménez (Arequipa, 22 de mayo de 1872 - 3 de abril de 1943) político y empresario peruano. Fue ministro de Estado en el despacho de Hacienda bajo el segundo gobierno de Óscar R. Benavides y llegó a presidir el gabinete ministerial en las postrimerías de dicho régimen (1939).

## Biografía
Hijo de Manuel Ugarteche y Gutiérrez-Cossío y Esther Jiménez Cerna. Nieto de Juan Antonio Ugarteche, militar y político de origen rioplatense. Primo de los hermanos Mariano, Jorge, Javier y Manuel Prado Ugarteche. El 19 de diciembre de 1900 se casó con Tula Montesinos Martínez.
Muy joven ingresó a la Escuela Militar de Chorrillos. Luego se dedicó a las actividades comerciales e industriales. Fundador de la Sociedad Eléctrica de Arequipa (SEAL), en 1905, de la que fue director. Presidente de la Cámara de Comercio e Industrias de Arequipa. 
Colaboró con el segundo gobierno del general Óscar R. Benavides, como ministro de Hacienda y Comercio, durante dos periodos (1935-1936 y 1938-1939). Tras la intentona golpista del general Antonio Rodríguez Ramírez y la convocatoria  a elecciones generales, el 20 de abril de 1939 asumió la jefatura del gabinete ministerial, sin abandonar el despacho de Hacienda. Conformaban su gabinete los siguientes ministros: Embajador Enrique Goytisolo Bolognesi (Relaciones Exteriores); doctor Diómedes Arias Schreiber (Gobierno); doctor José Félix Aramburú (Justicia y Culto); coronel Felipe de la Barra (Guerra); ingeniero Héctor Boza (Fomento y Obras Públicas); capitán de navío Roque A. Saldías (Marina y Aviación); doctor Óscar Arrús (Educación); y doctor Guillermo Almenara Irigoyen (Salud, Trabajo y Previsión Social). A este gabinete, que fue el último del régimen de Benavides, le tocó presidir la celebración del plebiscito del 18 de junio de 1939 y de las elecciones generales de ese mismo año. Hecho el traspaso del poder, Ugarteche retornó a su ciudad natal.
En 1940 la Municipalidad Provincial de Arequipa lo nombró Hijo Predilecto de la Ciudad.
| Predecesor: Ernesto Montagne Markholz | Presidente del Consejo de Ministros del Perú 20 de abril de 1939 - 8 de diciembre de 1939 | Sucesor: Alfredo Solf y Muro |